# 北仲通地区

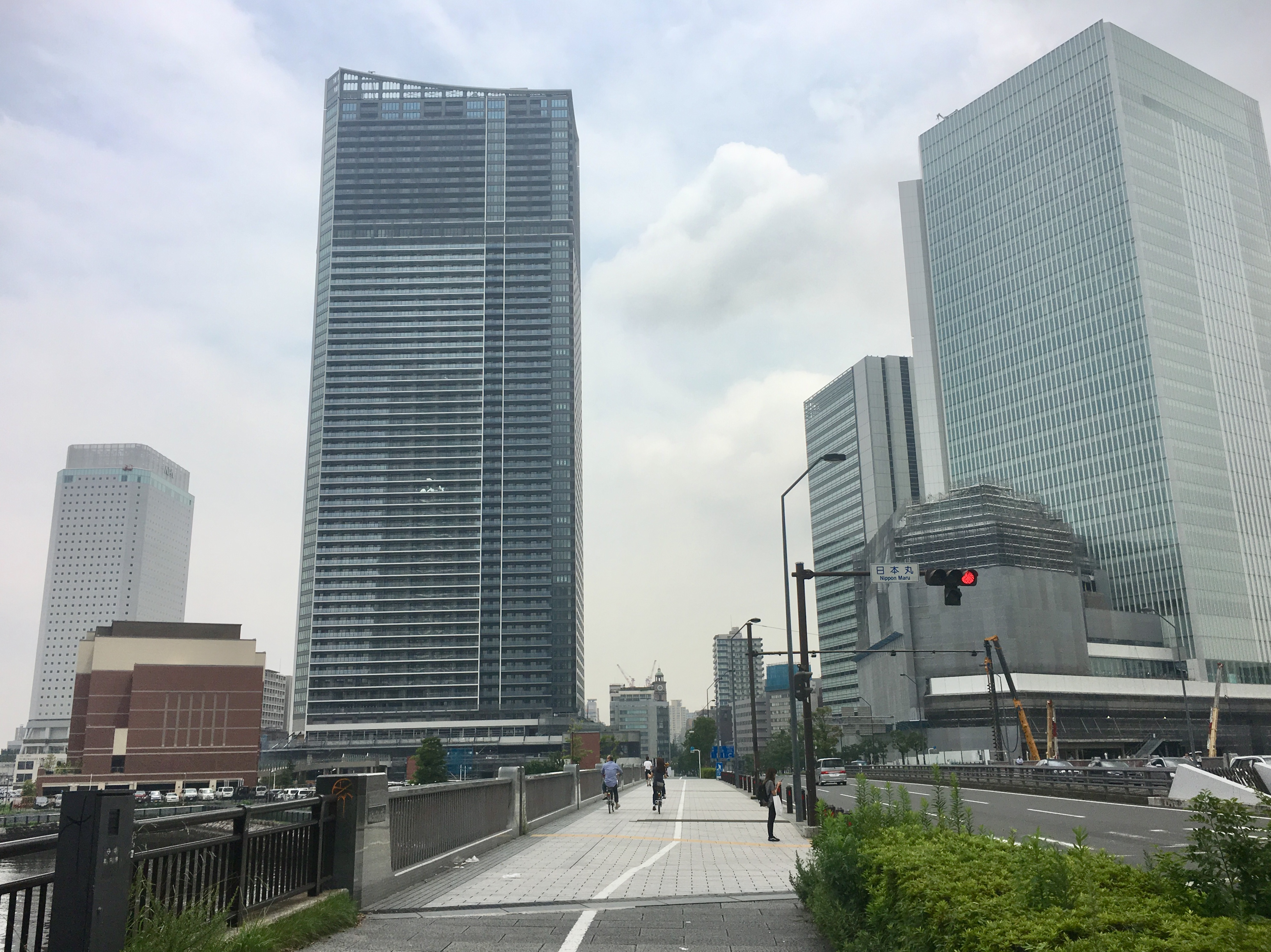
開発が進む北仲通地区
（2019年7月17日）

北仲通地区（きたなかどおりちく）は、神奈川県横浜市中区で計画されている再開発地区の名称。
関内の北西端、横浜港開港以前の砂州「洲干島」の先端にあたる。都市計画道路「栄本町線」を境に北地区と南地区に分けられており、町名は北地区が海岸通五丁目および北仲通五丁目・同六丁目、南地区が本町六丁目となる。

## 概要

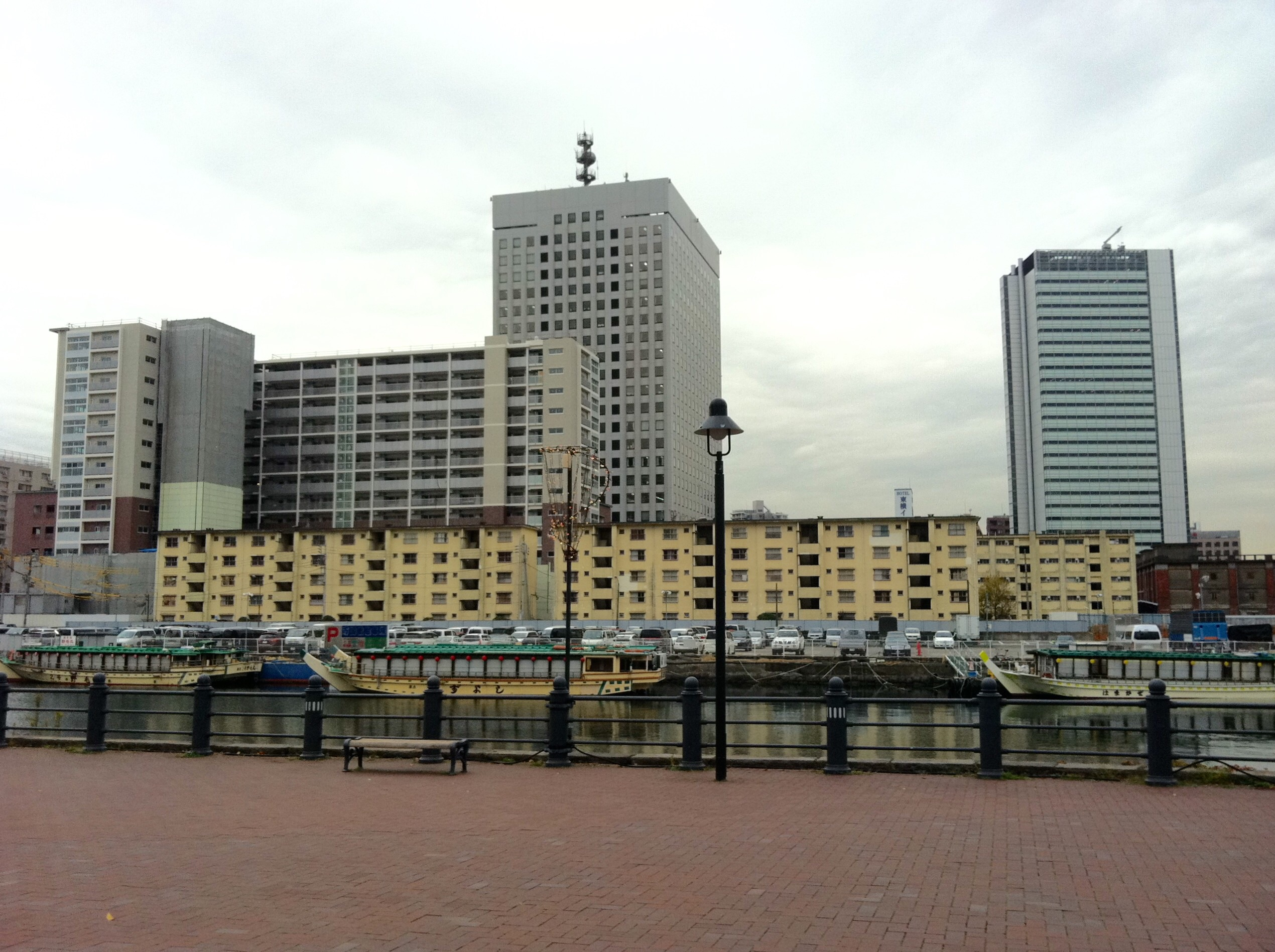
再開発事業が本格化する以前の景観
みなとみらい地区の運河パーク側から北仲通地区を望む、最右にアイランドタワー（2011年12月6日）

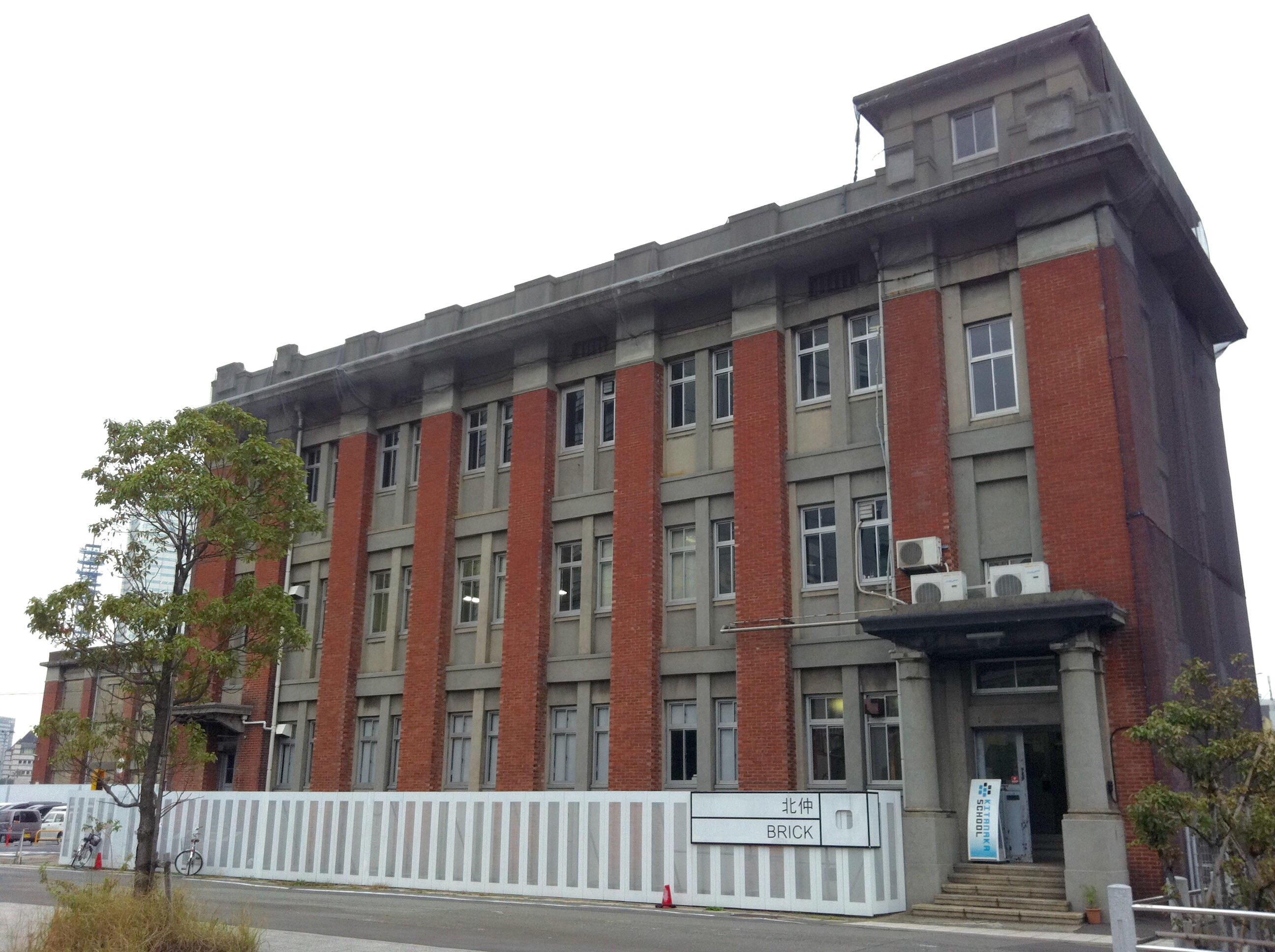
北仲BRICK（旧帝蚕倉庫事務所）
（2011年12月6日）

当再開発地区はみなとみらい線の馬車道駅に近く、みなとみらい地区とも対岸に隣接（新港地区とは万国橋、中央地区・桜木町駅方面とは北仲橋で接続）、さらに新たな歩行者ネットワークとして桜木町駅方面（新南口付近）から横浜市役所（2020年に完成した新市庁舎）がある南地区まで「さくらみらい橋」で接続するなど、ロケーションは比較的良い。また、みなとみらい地区と関内地区の結節点にもなっている。2002年に完了した都市計画道路「栄本町線」の整備に合わせて北側と南側で再開発が進められており、2012年1月には「横浜都心・臨海地域」の一部として、政令による「特定都市再生緊急整備地域」に指定されている。
北地区は大正末期から昭和初期にかけて建造された生糸検査所や関連倉庫群などの古い建物が多く、再開発にあたって歴史的建造物の保存・有効活用も含めた解体・整備工事が進行している（詳細は後節）。外観に施された縦のレンガ柱が特徴的な通称「北仲BRICK」（旧帝蚕倉庫事務所/旧横浜生糸検査所付属倉庫事務所として1926年〈大正15年〉建築）と現在は解体されているが白の外観が特徴的であった通称「北仲WHITE」（旧帝蚕ビルディング/1928年〈昭和3年〉建築）では、再開発着工前の2005年から1年半ほど50組のアーティスト等が入居し、様々な創作活動を行なっていた（北仲BRICK&北仲WHITE）。なお、旧帝蚕倉庫事務所は歴史的建造物として現状保存が決定しており、解体後に外壁などが復元される旧帝蚕倉庫と共に、横浜の創造的産業・文化などに関してアジア的視点で交流・情報発信を目指す拠点「アジアデザインマネージメントセンター（仮称）」として活用していく方針である。この他、再開発が本格化するまでの暫定施設として、多目的フットサルコートの「キャプテン翼スタジアム」が開設されていた。
一方、南地区の第二工区開発予定地は、横浜市による市庁舎（横浜市役所）の移転計画地となった。市庁舎の移転に際して当初は「完全移転案」と関内の旧庁舎地の活用も含めた「分庁案」の二案で検討が行われたが、その後に当地への完全移転とする方針が固められた。横浜市が2014年1月に「市議会新市庁舎に関する調査特別委員会」に報告した計画方針によれば、設計・施工一括（DB）方式を採用することで工期を短縮し、2017年度の着工、2019年度（2020年1月頃）の竣工を目指すとしていたが、実際にそのスケジュール通りに建設が進められた（詳細は後節）。また、当地においても再開発が本格化する前の敷地を利用して、「木下大サーカス」の横浜公演が2013年2月17日〜5月7日まで開催された他、太陽光発電を用いたエアドーム式植物工場「グランパ横浜農場」を2014年1月7日〜10月31日までの期間限定で開設。さらに同年7月19日〜11月3日には、東アジア文化都市2014横浜における砂像（砂の彫刻）展示イベント「ヨコハマ砂の彫刻展」も開催されている（詳細は後節）。

## 開発計画の詳細

### 北仲通北地区

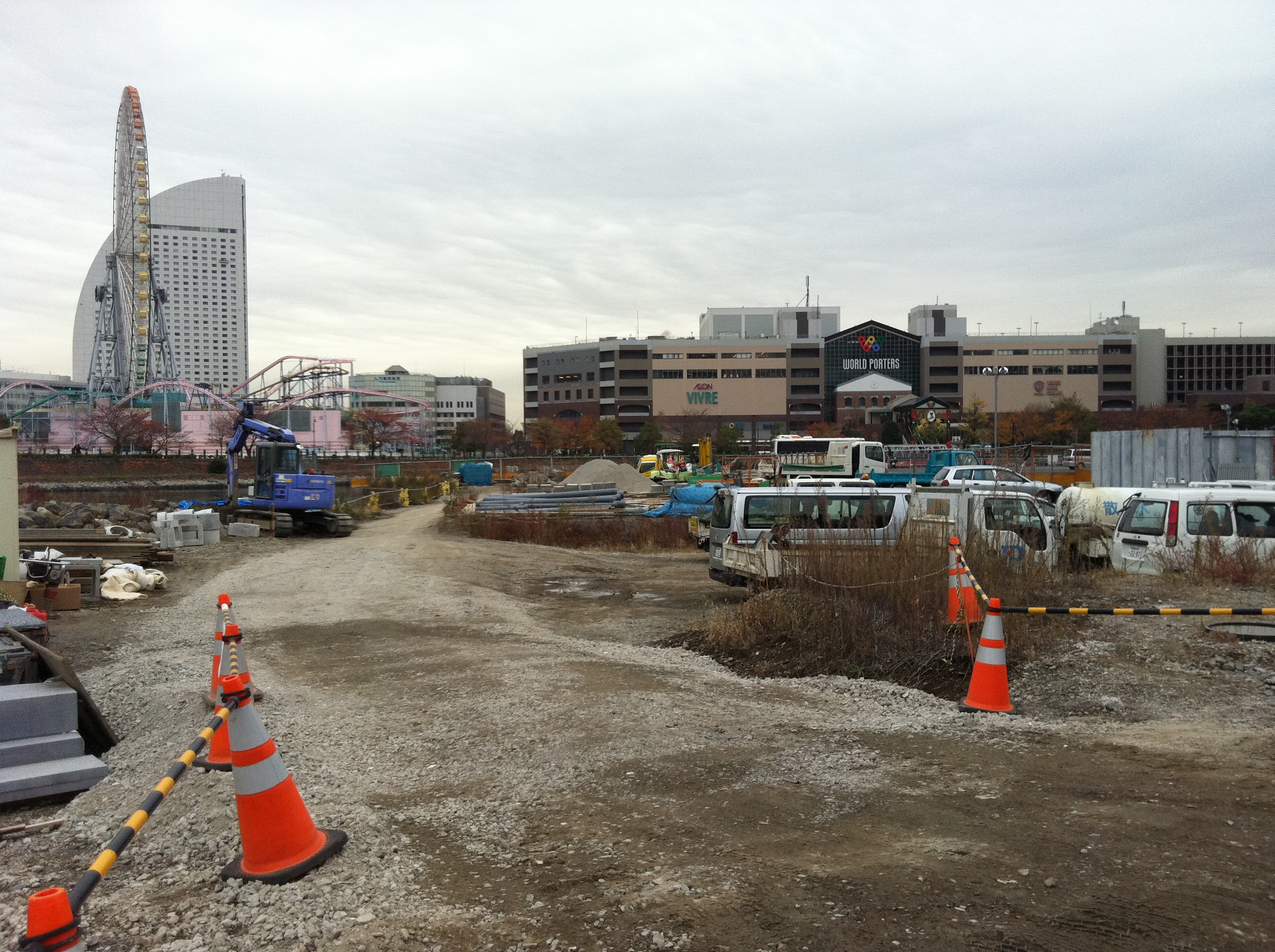
着工は延期されたが、解体・整備が進む箇所も（2011年12月6日）

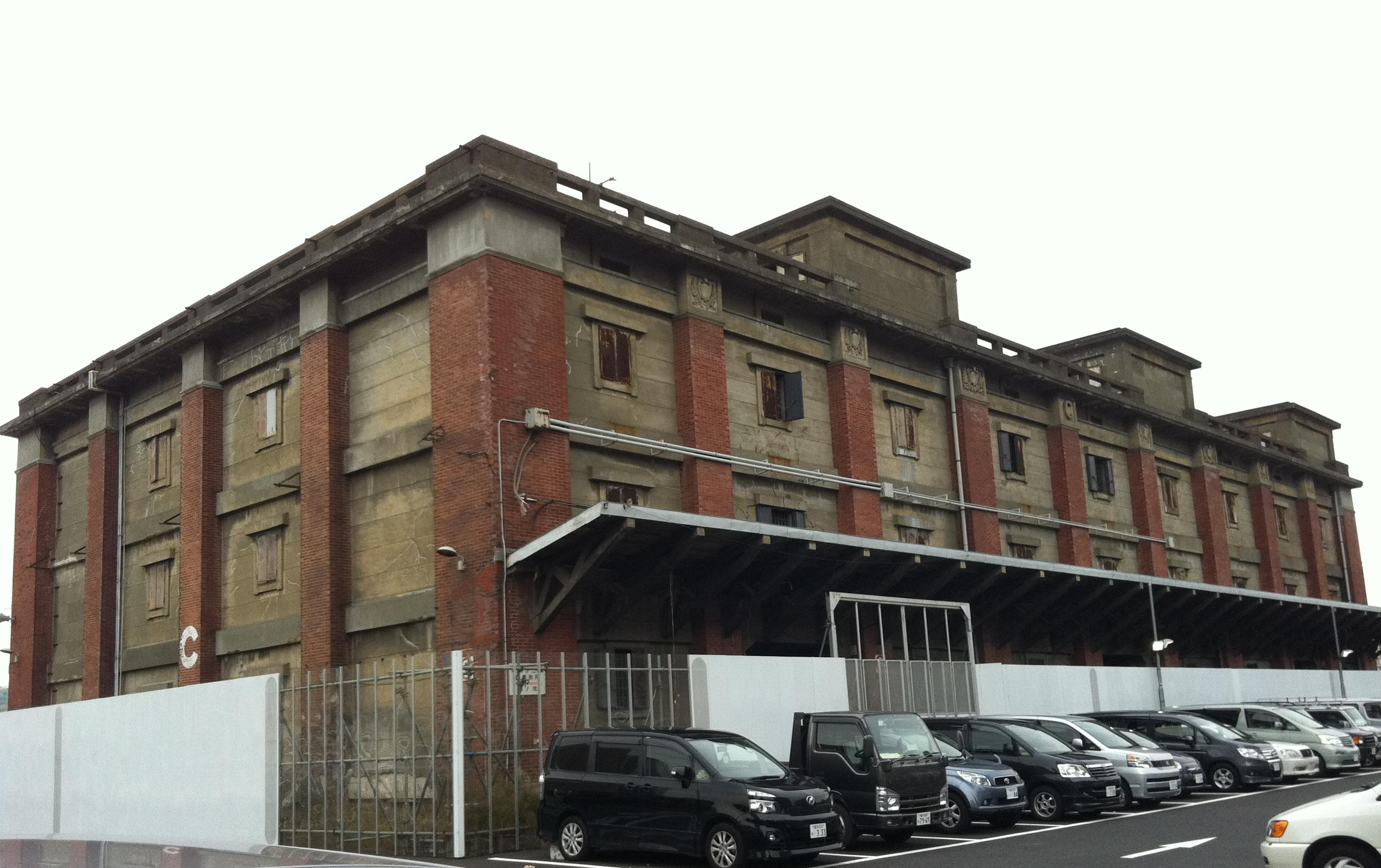
旧帝蚕倉庫：再開発時には解体後に復元するとしている（2011年12月6日）

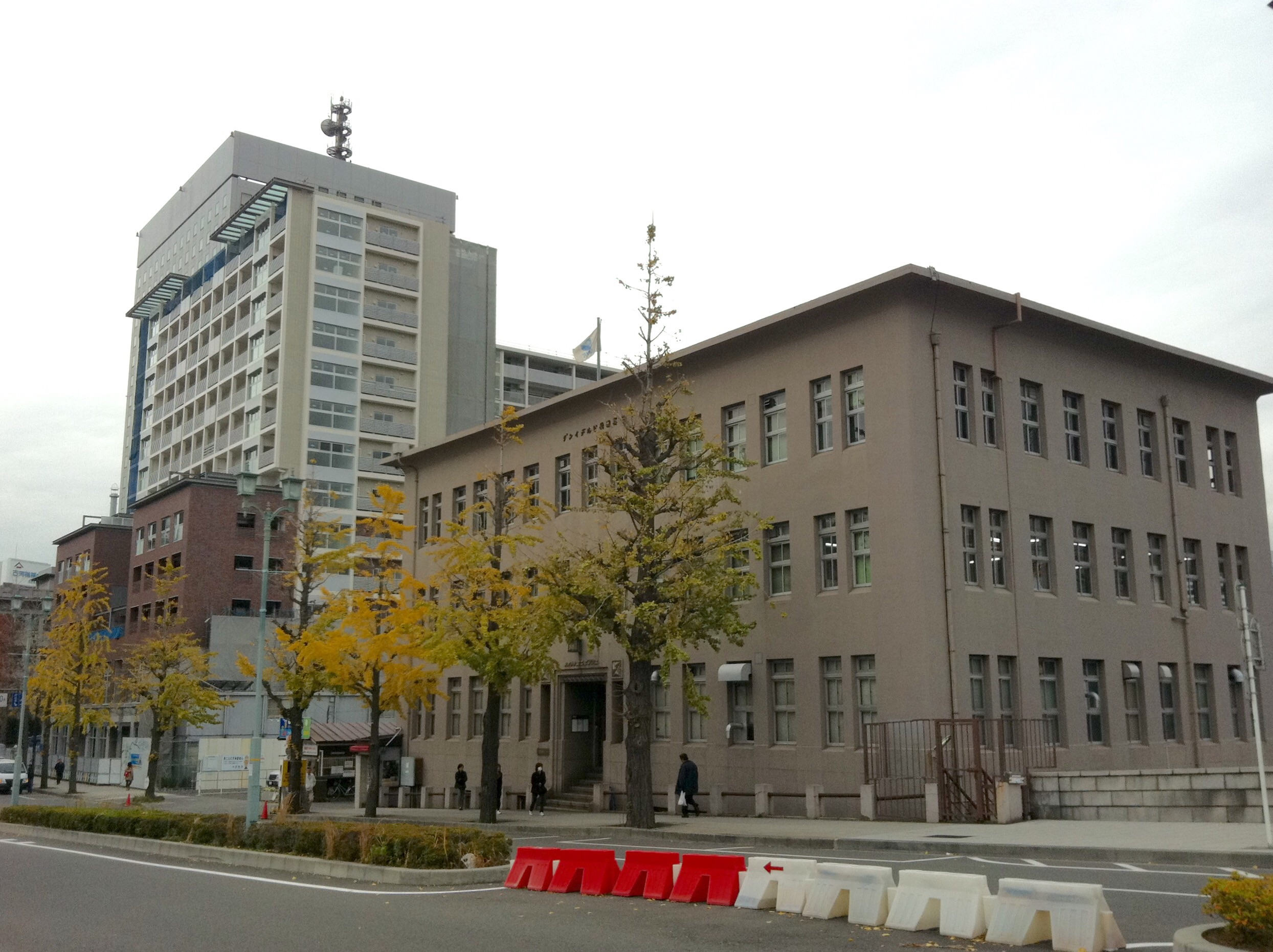
万国橋ビル（手前、解体済み）と新規開発の「シャレール海岸通」
（2011年12月6日）

#### これまでの経過
地権者で構成される北仲通北地区再開発協議会（2000年1月設立）により、既存の建物の解体および再開発計画が進められている。2004年5月に「北仲通北地区地区計画」（後の「北仲通北再開発等促進地区地区計画」）の都市計画が決定。さらに北仲通北土地区画整理組合が2007年12月に設立されると、翌月の2008年1月には土地区画整理事業に着手している。当初は高さ約220mと約170mのタワーなどからなる集合住宅を主体にしたオフィス・ホテル・商業の複合施設が計画されており、2011年の第一工区（A地区の一部）の完成と2014年の全体の完成を目指して2008年末には本開発の着工を予定していた。しかし、サブプライムローン問題に端を発した世界同時不況などの影響もあり、2009年1月には着工の延期が発表されている。地権者の一社である森ビルでは2011年以降まで開発計画の再開を延期すると発表、また計画に参加していた森ビルグループのマンションデベロッパーであるサンウッドの撤退も発表された。なお、2012年には唯一開発が存続していた都市再生機構（UR都市機構）による賃貸マンション「シャレール海岸通」（公団住宅「海岸通団地」跡地における計画）が竣工している。
2009年の着工延期のアナウンス以降、暫く開発計画の再開に向けた動きがなかったが、当地の土地区画整理事業が2014年3月末に完了する目処が立ったため（※実際には2015年に完了）、2012年には開発再開の動きが出てきた。森ビルでは「横浜都心・臨海地域整備計画」内の予定において、2013年度〜2015年度にかけて当地の開発を進めていくと表明している。そして2013年5月、森ビルが丸紅との共同による高さ約200mの超高層ビルの開発計画（※後述のように2016年11月の着工発表では事業者から森ビルの名が外れている）、日本セレモニーが高さ約31mの商業施設の開発計画をそれぞれ発表した。さらに、2013年10月にはA-4地区超高層ビル計画の詳細が発表された。外観は開発が中断される以前の2007年に発表された案などに比べ無難に落ち着いているが、建物の高さは最高部約220m、軒高約200mをそれぞれ維持し、全体の規模としても延床面積約169,000m2、57階建て（※最終的には延床面積約168,000m2、58階建てに変更）と若干拡大されている。

#### 段階別の開発計画

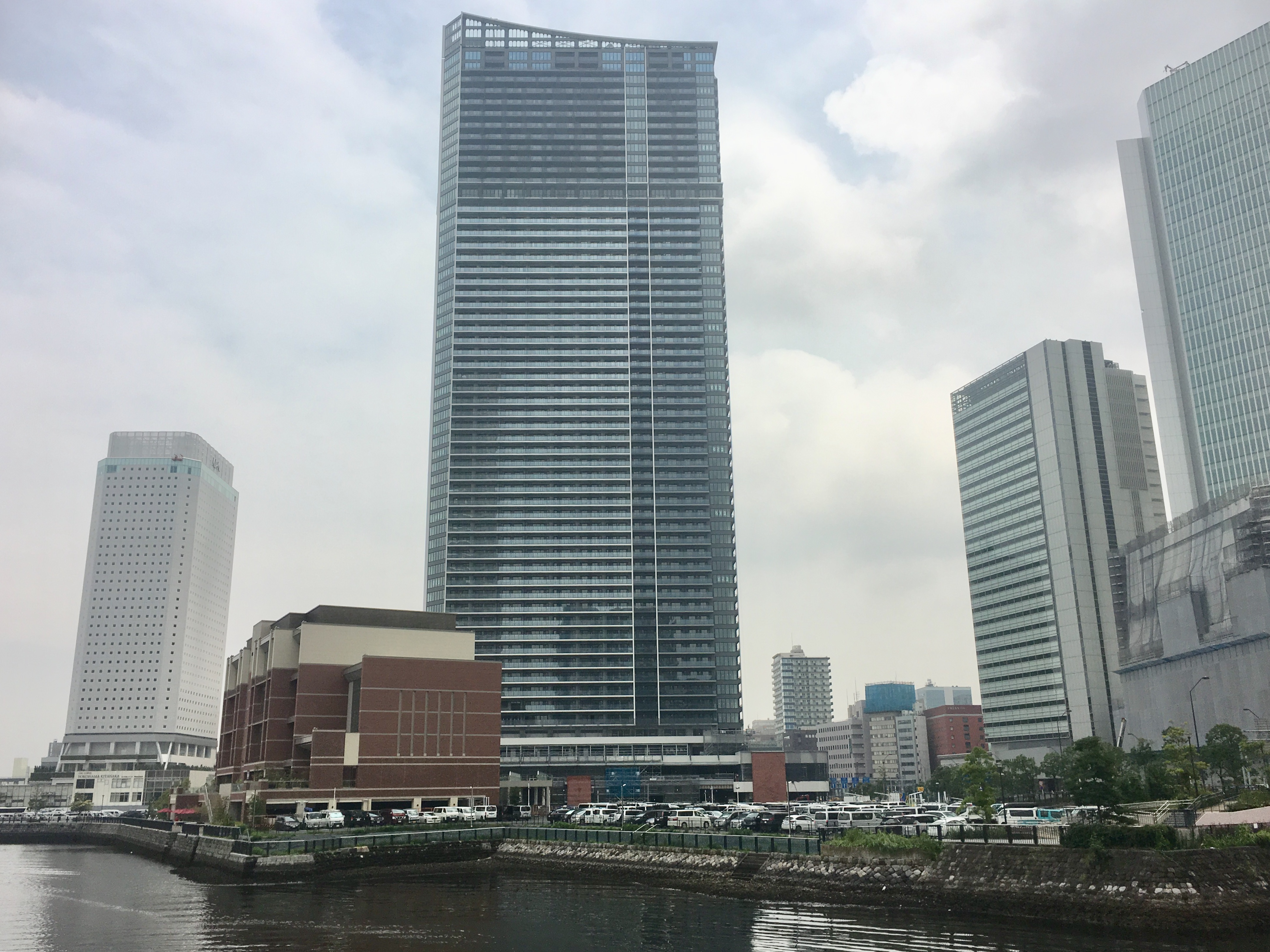
汽車道より再開発が進む北仲通地区を望む（2019年7月17日）

計画では開発の段階を4つに分けており、既に竣工しているB-3地区の賃貸マンション「シャレール海岸通」に続いて第2段階、第3段階の開発とされている。第2段階とされるA-3地区の日本セレモニーによる商業施設（後に結婚式場「ノートルダム横浜みなとみらい」と公表）は2013年内に着工して2014年の完成を目指していたが、その後に延期され2015年5月に着工、2016年7月に完成（翌月グランドオープン）を迎えた。
また、第3段階とされるA-4地区の超高層ビルは2013年5月の時点で2014年内に着工して2018年の完成を目指すとしていたが、その後も建設コストの高騰などから度々延期され、2015年5月には事業者に三井不動産レジデンシャルを加えて2016年春までに設計（鹿島による）を完了し2019年の完成を目指すという発表、さらに2016年3月には同年10月に着工して2020年1月の完成を目指すという発表がなされている。同超高層ビル（58階建ての超高層ミクストユースタワー）は2016年11月1日付で着工（完成は2020年2月の予定）となったことが正式に発表されているが、この発表の際には事業者名が三井不動産レジデンシャルと丸紅の2社のみとなっており、当初からの主事業者であった森ビルの名が外れている（ただし実際に開発から撤退しているのか、またその経緯や今後の関わりなどの詳細は不明）。当初は保存を計画していた歴史的建造物「旧帝蚕倉庫」（旧横浜生糸検査所付属生糸絹物専用倉庫として1926年〈大正15年〉建築）については解体した上で外観および内装を復元、超高層ビルの用途については2013年5月の時点で以前の集合住宅・ホテル・オフィス・商業施設などから一部変更し、ホテルの誘致を断念した上で住宅容積率を増やすと発表していたが、2015年5月時点の計画では用途等が再度変更となった模様で集合住宅の他にホテル、商業施設、文化施設（オフィスの誘致は断念）としている。2016年11月の着工発表によると、ホテル部分として長期・短期滞在型宿泊施設「オークウッド」が横浜エリアに初進出し（ただし、2025年度の冬季には星野リゾートのホテル「OMO5横浜馬車道」にリブランド予定）、地上約150ｍには展望フロアも併設するとしている。また、集合住宅部分は三井不動産レジデンシャルおよび丸紅による分譲マンション「ザ・タワー横浜北仲」（1176戸）で、最上階の58階は分譲マンションとしては市内最高層となっている。
なお、4つの地区（A-1、A-2、B-1、B-2）が第4段階の開発（2013年5月末時点で計画の詳細は未公表）とされている。B-2地区にあった万国橋ビルは2012年12月に解体され、約85年の歴史を終えている。このB-2街区では、UR都市機構が2014年12月〜翌年1月にかけて事業者の募集および入札を行っており、事業者は入札価格が最も高かったアパマンション（分譲マンションの建築等を行うアパグループ企業）に決定した。アパグループでは、この土地に1棟の建物としては日本国内最大となる客室数2,311室の「アパホテル&リゾート〈横浜ベイタワー〉」を建設し、2019年8月に完成（翌月グランドオープン）している。また、A-1およびA-2地区（統合してA1・2地区となった）においても大和地所と住友不動産が集合住宅・ホテル等の複合開発（最高高さ約162m、延床面積約98,960m2）を2023年から2026年にかけて行う予定で、集合住宅部分（高層階）には住友不動産の最上級賃貸レジデンス「ラ・トゥール横浜（仮称）」、ホテル部分（低層・中層階）にはヒルトンのラグジュアリーホテルブランド「コンラッド横浜」の入居がそれぞれ決定している（いずれも横浜初進出）。さらに残りのB-1地区においても、当地にて戦後より倉庫を構えていた日新が2011年9月の中間決算において、3〜4年後までに集合住宅を中心としながら商業施設も建設したいという意向を表明していたが、2017年4月時点では計画の詳細や開発時期など未定のまま着工しておらず、集合住宅・店舗・オフィス等の複合開発（延床面積約96,000m2）を今後行う方針としていた。その後、2021年5月には日新が、東急不動産、京浜急行電鉄、第一生命保険と共に集合住宅・オフィス・商業などからなる複合施設開発（高さ約150m級）を2027年の完成を目指して行うことが発表された。2023年11月の着工から1年半が経過した2025年5月にはB-1地区の街区名称が「ハーバーステージ横浜北仲」で、集合住宅は東急不動産の「ブランズタワー横浜北仲」であることが発表されたが、事業者の欄から元々土地を所有していた日新の記載がなくなっている。

#### 地区別の開発概要
北仲通北地区内の再開発計画における地区分けや公共施設（公園・広場含む）の位置、その他開発における制限情報等については、横浜市都市整備局による「地区計画計画図」を参照。なお、1995年に大規模改修・高層棟新築などが行われた横浜第二合同庁舎（旧横浜生糸検査所）をC地区としているが、この地区については今回の再開発計画の対象外である。
各地区（A-1・A-2/A-3/A-4/B-1）の開発において建物2階レベルのデッキ（歩行者動線）を整備し、それらを接続することで当地区内の回遊性を高める計画となっている。また、北仲通南地区の横浜市役所新庁舎と接続する「北仲クロスデッキ」、さらに桜木町駅付近から新庁舎まで接続する「さくらみらい橋」により、同駅方面からデッキレベルでのアクセスを可能としている。
北仲通北公園愛護会では運河に面した当地区を「北仲キャナル」と名付け、さらに当地区にある運河沿いの公園（北仲通北第一〜第三公園）の愛称を「北仲キャナルパーク」としている。特に北仲通北第二公園では「関内北仲キャナルパーク盆踊り」（毎年8月）など様々なイベントが開催されている。
A地区
A-1・A-2〈A1・2地区〉（第4段階）
- 集合住宅・ホテル等の複合開発（2026年11月完成予定/40階建て・高さ約162m/事業者：大和地所・住友不動産）
  - 40階建てのタワー（最高高さ約162m〈軒高約150m〉）と11階建ての中層部（高さ約45m）、7階建ての低層部（高さ約31m）で構成される。タワーの1〜16階および中層部・低層部はヒルトンのラグジュアリーホテルブランド「コンラッド横浜」（2027年5月開業予定）、タワーの18〜40階は住友不動産の最上級賃貸レジデンス「ラ・トゥール横浜（仮称）」となり、いずれも横浜初進出である。
  - 北仲通南地区の横浜市役所新庁舎と栄本町線を跨ぐ「北仲クロスデッキ」（2021年12月完成）で接続予定。また、当開発地内に整備されるデッキはA-4地区「YOKOHAMA KITANAKA KNOT」のデッキとも接続予定。

- A-1の一部に公園を整備（北仲通北第一公園）。

A-3（第2段階）
- 結婚式場「ノートルダム横浜みなとみらい」（2016年7月完成/6階建て・高さ約31m/事業者：日本セレモニー）
- A-3の一部に水際広場・水際線プロムナードを整備。

A-4（第3段階）
- YOKOHAMA KITANAKA KNOT（横浜北仲ノット）：都市型集合住宅「ザ・タワー横浜北仲」（5〜45階/52〜58階）および中層階（46〜51階）にホテルが入る超高層複合ビルと低層部の商業施設・文化施設等からなる複合施設（2020年2月完成/超高層複合ビル：58階建て・高さ約200m/事業者：三井不動産レジデンシャル・丸紅/計画名：横浜市中区北仲通5丁目計画〈横浜北仲タワープロジェクト〉）
  - 低層部の商業・文化施設の名称はこの地にあった歴史的建造物（一部保存・復元活用、後節も参照）の通称を由来とする「KITANAKA BRICK&WHITE（北仲ブリック&ホワイト）」で、2020年6月開業（一部施設は4月よりオープン）。ホテル部分は長期・短期滞在型宿泊施設「オークウッドスイーツ横浜」（同年10月に開業）であったが、2025年度の冬季には星野リゾートのホテル「OMO5横浜馬車道」にリブランド予定である。なお、46階には一般開放された無料展望台も設置されている。
  - 再開発以前はA-4の一部に旧帝蚕倉庫事務所（旧横浜生糸検査所付属倉庫事務所/通称「北仲BRICK」/横浜市指定有形文化財）および旧帝蚕倉庫（旧横浜生糸検査所付属生糸絹物専用倉庫/横浜市認定歴史的建造物）があったが、旧帝蚕倉庫事務所は現状保存、旧帝蚕倉庫は解体後に外壁などが復元され、「Billboard Live（ビルボードライブ）YOKOHAMA」など上記商業・文化施設の一部として活用されている。
  - みなとみらい線の馬車道駅（2a出入口）と直結している。また、建物の西側外周（2階レベル）にデッキが整備されており、A-3地区「ノートルダム横浜みなとみらい」に接続している他、A-1・A-2地区開発地やB-1地区開発地に今後整備されるデッキとも接続予定。

- A-4の一部に歴史広場を整備。

A地区の水辺には「旧灯台寮護岸」（横浜市で最も古い河川護岸/横浜市認定歴史的建造物）と「旧波止場突堤」があり、水際線プロムナードとして整備されている。
B地区
B-1（第4段階）
- ハーバーステージ横浜北仲（HARBOR STAGE YOKOHAMA KITANAKA）：集合住宅・オフィス・商業などからなる複合施設開発（2027年秋頃完成予定/40階建て・高さ約158m/事業者：東急不動産・京浜急行電鉄・第一生命保険）
  - 40階建ての高層棟（最高高さ約158m〈軒高約150m〉）には東急不動産の集合住宅「ブランズタワー横浜北仲」、6階建ての低層棟（高さ約35m）にはオフィス、さらに両棟や別棟の2階部分まで広がる低層部商業ゾーンで構成される。また、北側の水辺には芝生広場が設けられ、西側の屋外空間にはみなとみらいを一望できる眺望スポットとして階段と踊り場を整備（夜は通路の床を「光の道」としてライトアップ）するほか、西側のランドスケープ（前述の眺望スポットの下部空間）にはシェア型農園の導入も計画されている。
  - A-4地区「YOKOHAMA KITANAKA KNOT」と歩行者デッキで接続予定。

- B-1の一部に公園を整備（北仲通北第二公園）。

B-2（第4段階）
- アパホテル&リゾート〈横浜ベイタワー〉（2019年8月完成/35階建て・高さ約135m/客室数2,311室/事業者：アパグループ）
- B-2の一部に公園を整備（北仲通北第三公園）。

B-3（第1段階）
- 賃貸マンション「シャレール海岸通」（2012年3月完成/14階建て・高さ約45m/事業者：UR都市機構）

B地区の水辺には「旧日新運輸倉庫護岸」があり、水際線プロムナードとして整備されている。
C地区（今回の再開発計画の対象外）
- 横浜第二合同庁舎（1995年改築/23階建て・高さ約96m/旧横浜生糸検査所/横浜市認定歴史的建造物）

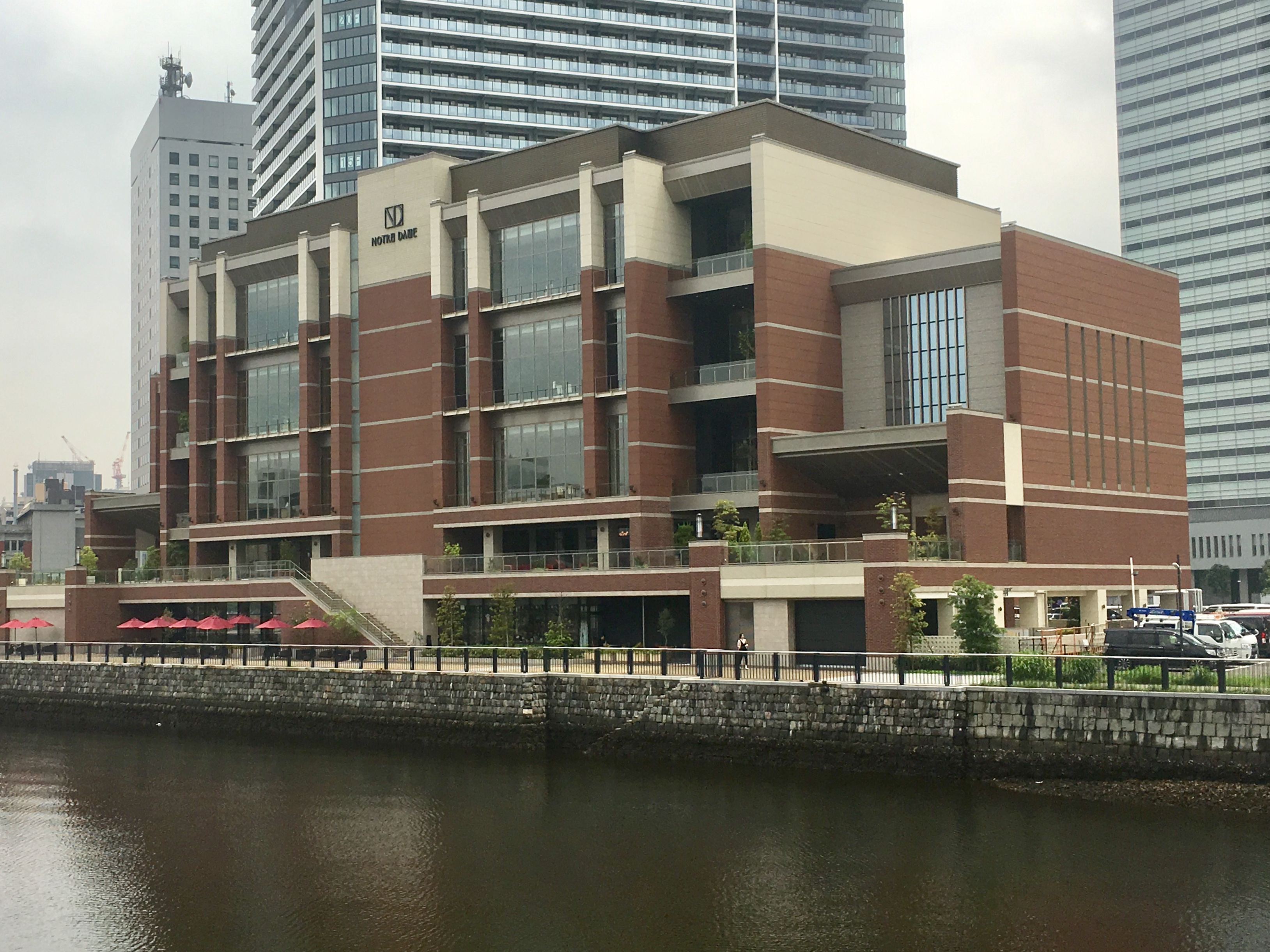
結婚式場「ノートルダム横浜みなとみらい」（2019年7月17日）
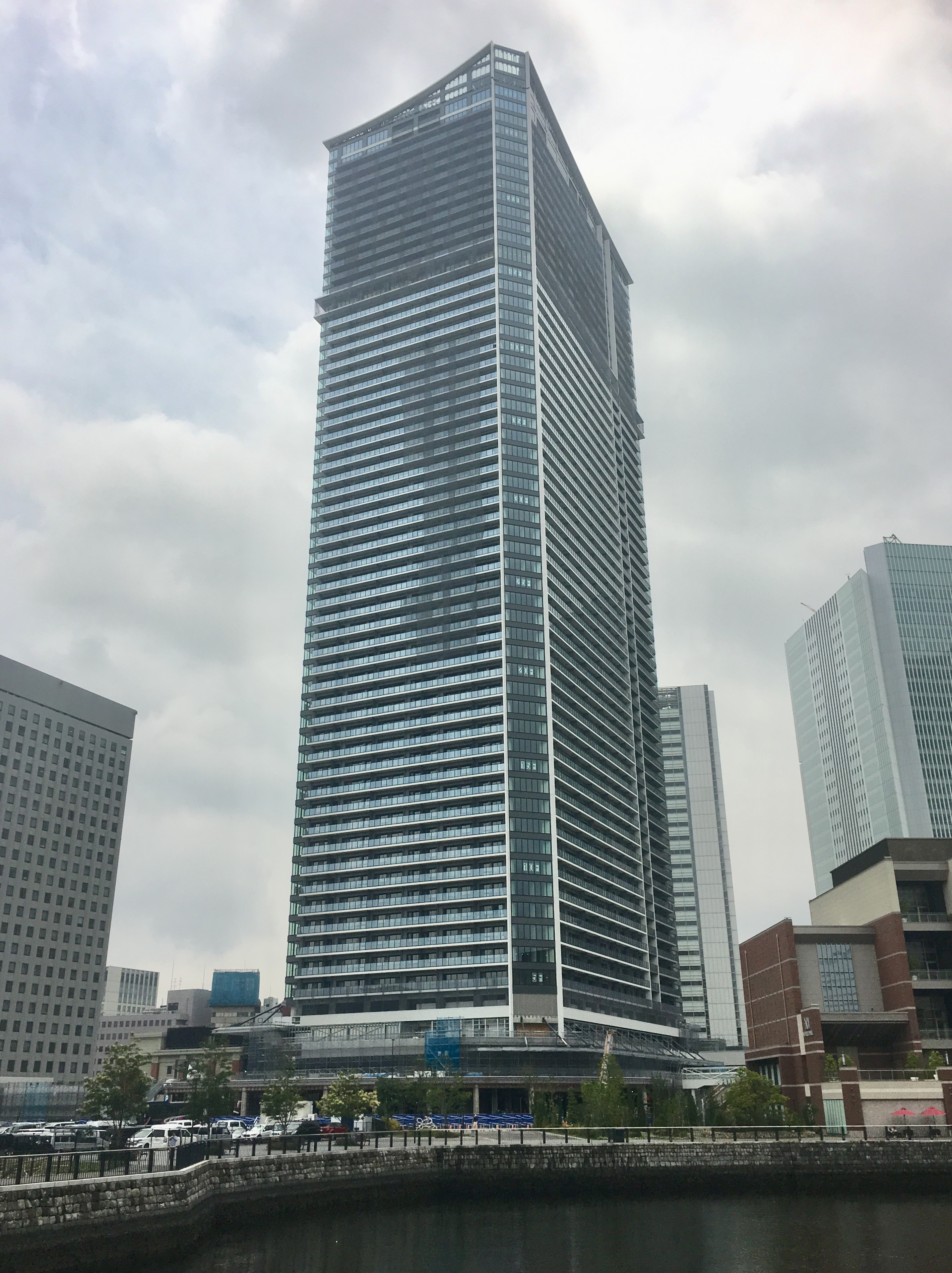
ザ・タワー横浜北仲 （2019年7月17日）
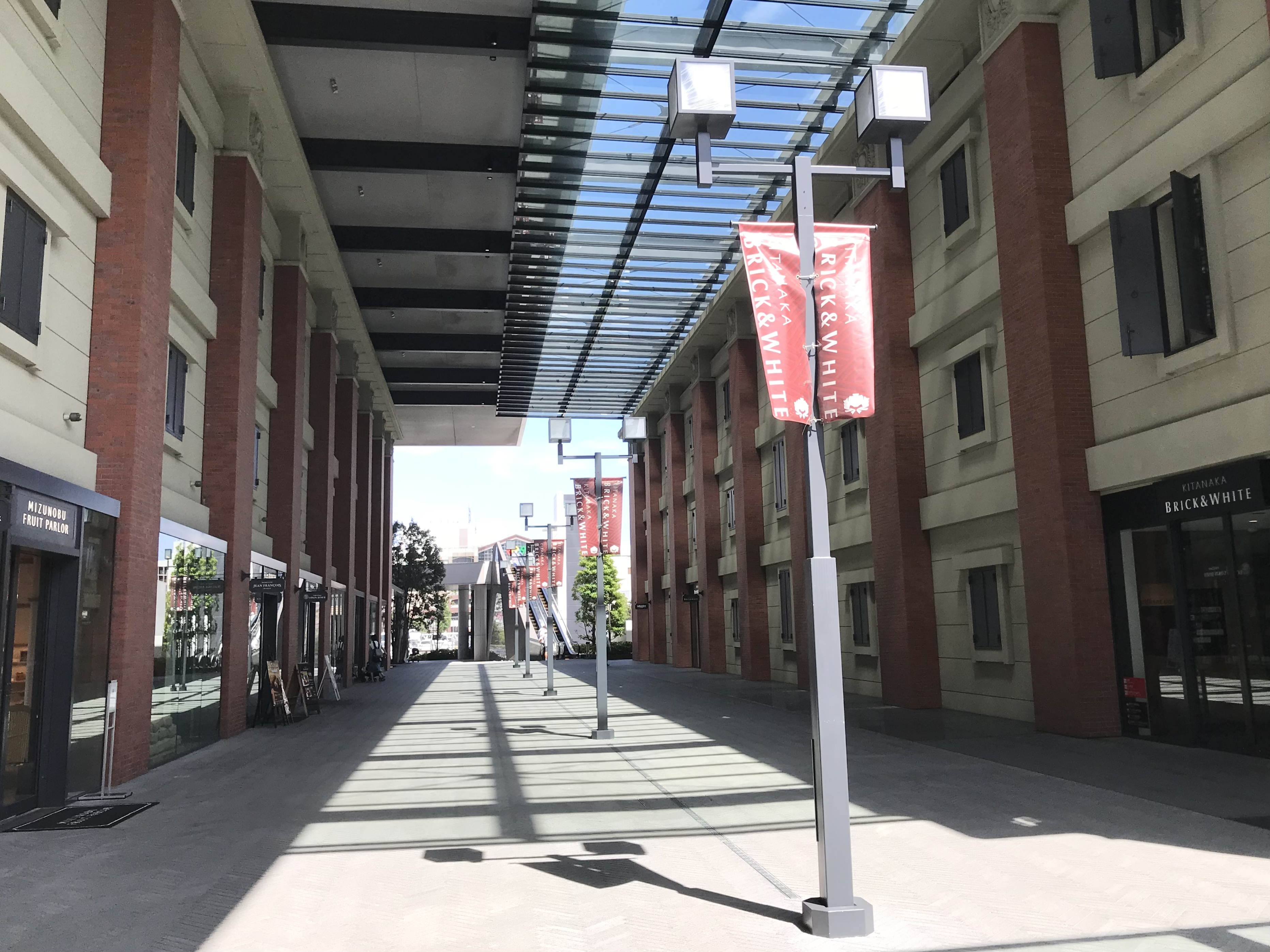
KITANAKA BRICK&WHITE （2022年9月16日）
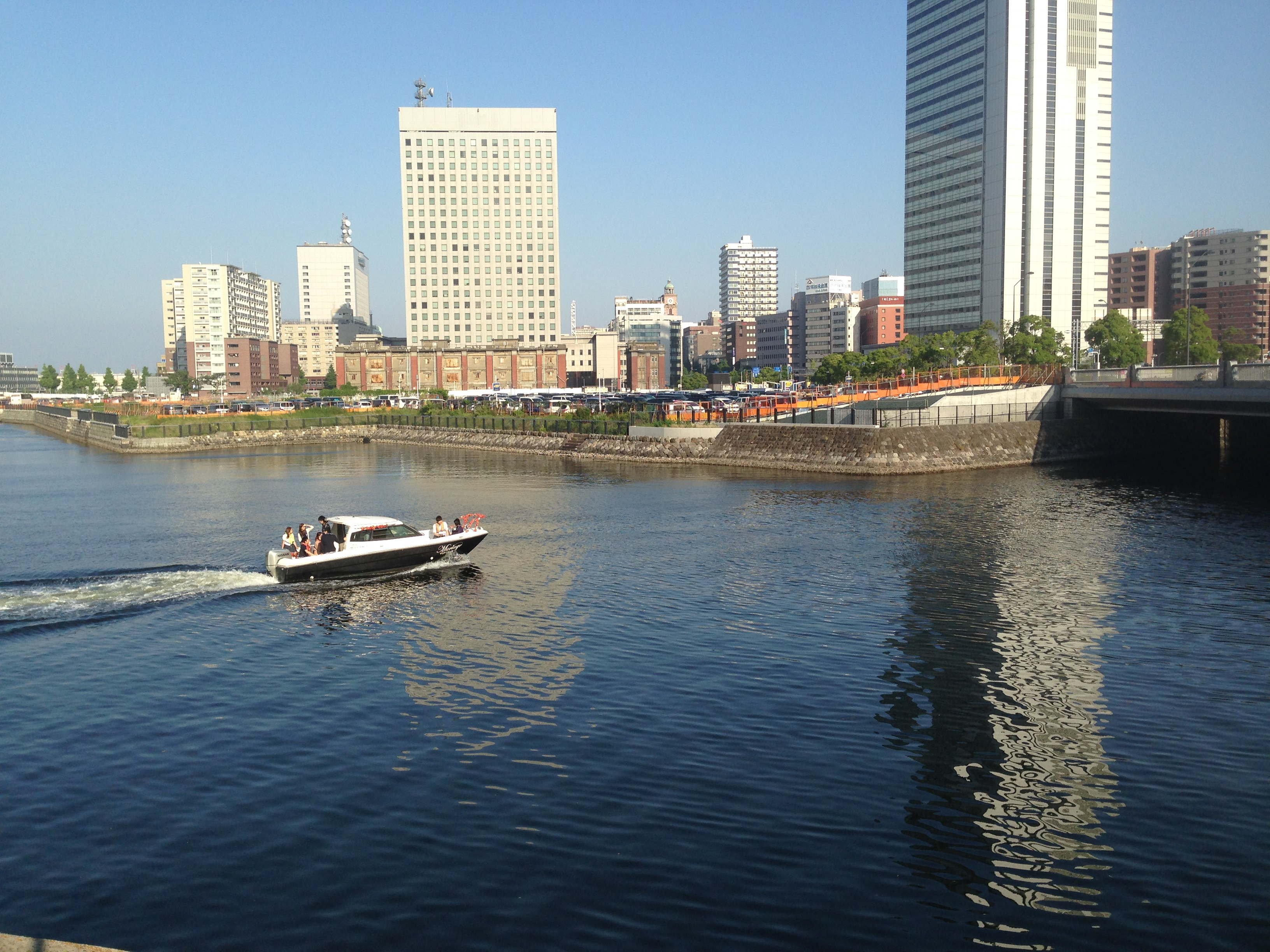
旧灯台寮護岸（汽車道より撮影） （※画像はクリックで拡大可） （2014年6月1日）
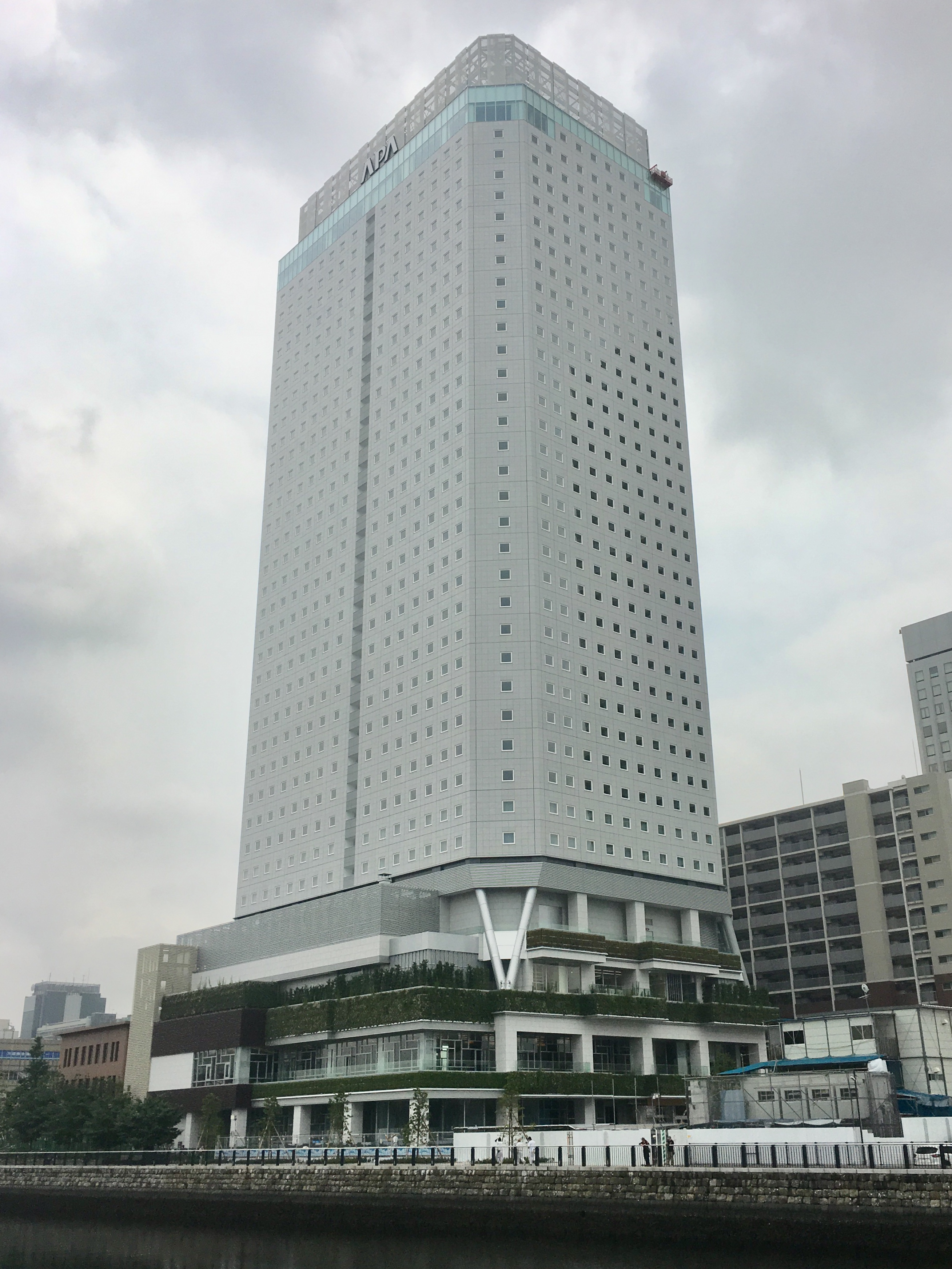
アパホテル&リゾート〈横浜ベイタワー〉（2019年7月17日）

#### 既存の建物の保存・活用・解体
北仲通北地区の再開発にあたり、既存の建物（歴史的建造物等）の保存・活用・解体方針について以下に記す。横浜市による「北仲通北地区の歴史的建造物保存方針（2008年1月11日公表）」および「北仲通地区まちづくりガイドライン（2013年3月変更） (PDF) 」も参照。
現状保存
- 帝蚕倉庫事務所（1926年〈大正15年〉建築/通称「北仲BRICK」）

解体後に復元
- 帝蚕倉庫B号（1926年〈大正15年〉建築） ※元々復元方針ではなかったが[100][101]、2019年3月時点の情報でB号についても復元とある[88][89]。
- 帝蚕倉庫C号（1926年〈大正15年〉建築/当初は曳屋保存とする方針であった[100]）
- 横浜生糸検査所（1926年〈大正15年〉建築/横浜第二合同庁舎）

解体
- 帝蚕倉庫D号（1926年〈大正15年〉建築）[102]
- 帝蚕ビルディング（1928年〈昭和3年〉建築/通称「北仲WHITE」）[103]
- 万国橋ビル（1928年〈昭和3年〉建築）[104]
- 公団住宅「海岸通団地」（1958年〈昭和33年〉建築）[31][32]

### 北仲通南地区
独立行政法人・都市再生機構（UR都市機構）が管轄している。第一工区では「横浜アイランドタワー」（低層部の東側先端に移築・復元された旧第一銀行横浜支店の建物は、横浜市認定歴史的建造物となっている）が完成し、都市再生機構の本部が入居している。
また、第二工区の計画にあたっては当初は41階建て、高さ180m級のオフィスビルの開発も検討されていた。しかし、この敷地はその後に上述の通り新市庁舎ビルを建設することによる横浜市役所（当時は横浜公園と隣接）の移転計画地となった。なお、当地における新市庁舎ビルの開発について当初は高層棟案（当初の案では高さ190m規模）と低層棟案の二つの案が出されていたが、当地へ完全移転する方針が横浜市から公表されたことにより、分散されている本庁機能を集約する目的もあって高層棟案に落ち着いた。
2014年1月には市庁舎の移転についての新たな方針を、横浜市が「市議会新市庁舎に関する調査特別委員会」に対して報告した（基本計画の策定は同年3月を予定）。これによると30階建て・高さ約150mの行政棟と低層の議会棟からなり、議会棟の下層・周辺には屋根付きのアトリウム（広場）を整備する計画（全体の延床面積：約14万6800m2、事業費：約616億円）で、2015年度の発注の際に設計・施工一括（DB）方式を採用することで工期を短縮して、2017年度の着工、2019年度（2020年1月頃）の竣工、2020年度初め（6月頃まで）の移転・供用開始を目指すとしていた。さらに、同年3月28日に公表された「新市庁舎整備基本計画」でも2020年1月に竣工し、同年6月に移転完了予定となっていたが、その6年後（2020年）には計画通りのスケジュールで竣工・移転完了している。

## 開催イベント
横浜北仲マルシェ（毎月第3土・日開催）
以前は北仲通北第二公園で開催していたが、2020年度より北仲ブリック&ホワイトの1階広場が開催会場となっている。
横浜の食材や野菜・果物、加工食品、ハンドメイド雑貨など約40店舗に加え、ワークショップやキッチンカーも出店している。

### 過去のイベント
木下大サーカス横浜公演
- 開催期間：2013年2月17日〜5月7日
- 開催場所：北仲通南地区（横浜市中区本町6丁目）
9年ぶりとなる木下大サーカスの横浜公演が北仲通南地区内の特設会場で開催された[16][17]。

東アジア文化都市2014横浜「ヨコハマ砂の彫刻展」
- 開催期間：2014年7月19日〜11月3日
- 開催場所：北仲通南地区（横浜市中区本町6丁目）
砂の美術館（鳥取県鳥取市）全面協力の下、鳥取砂丘の砂を約700トン運び入れて開催される砂像（砂の彫刻）展示イベント。プロの砂像彫刻家である茶圓勝彦が作品制作の全指揮を受け持ち、日没後には作品群のライトアップも実施。また、イベント開催期間中には鳥取砂丘の砂場や日中韓の料理・ビール・ドリンクの販売を行うフードエリアを会場内に設置していた[114]。

## ギャラリー

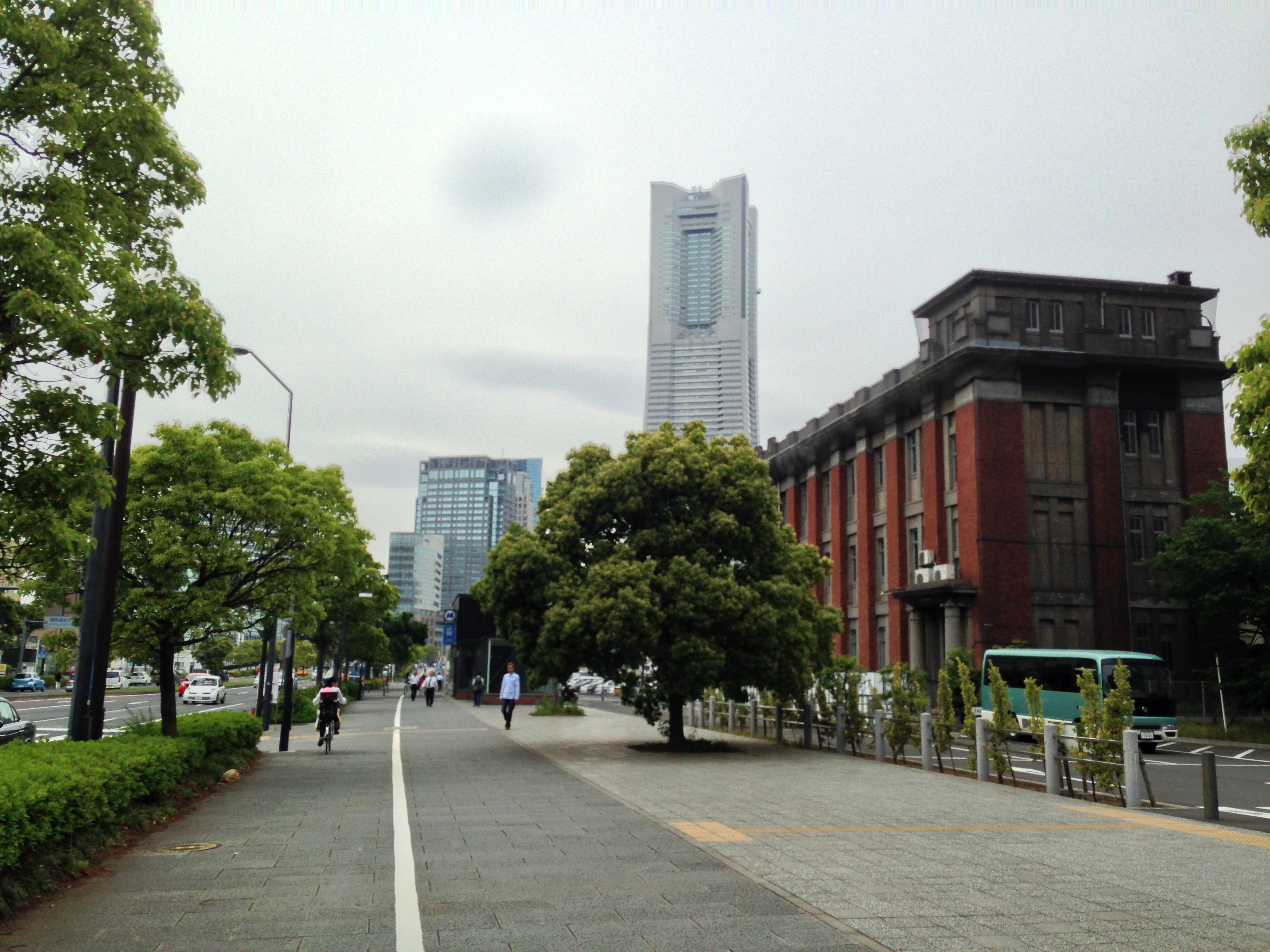
北仲BRICK（旧帝蚕倉庫事務所） （2014年5月14日）
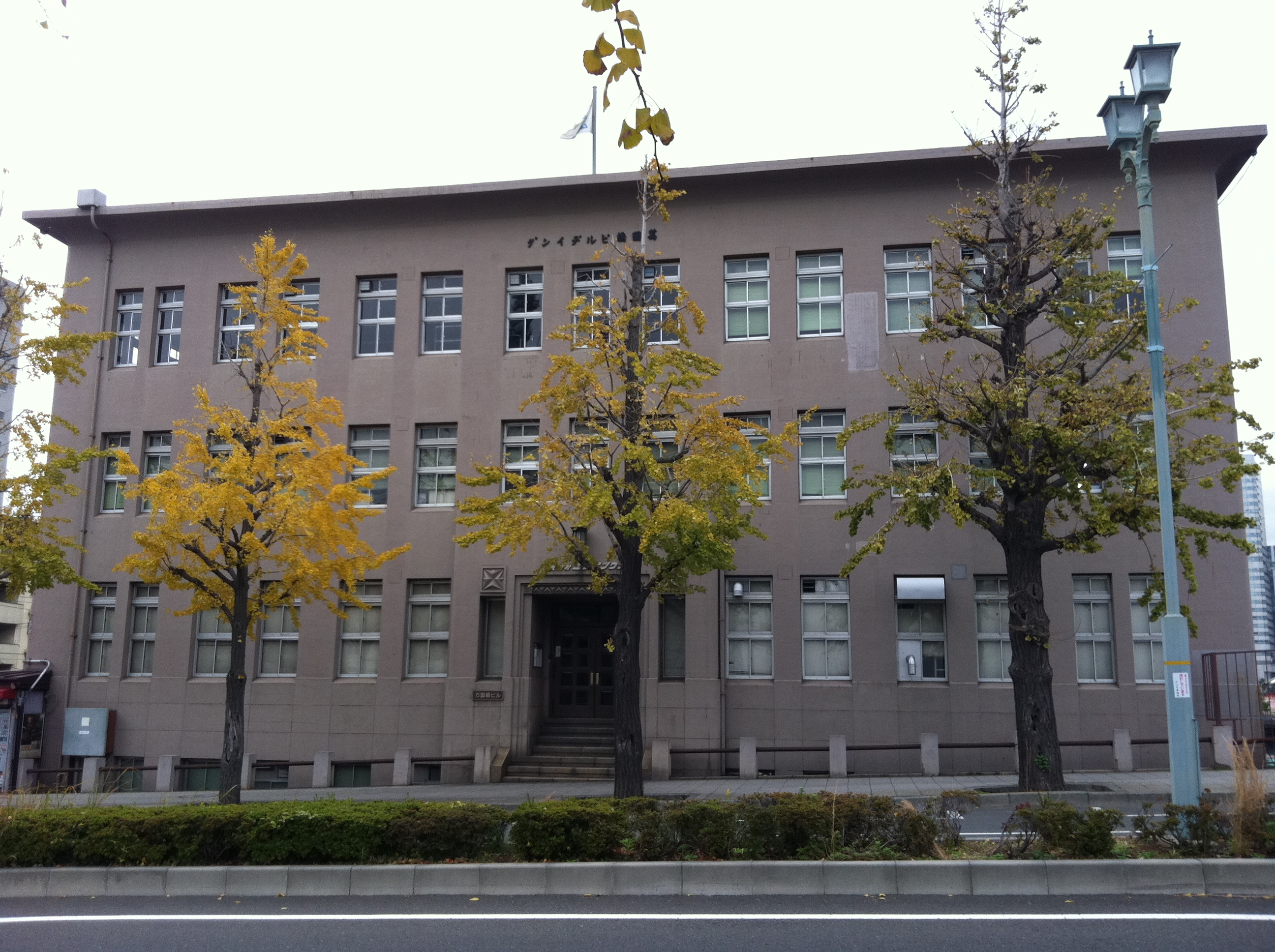
万国橋ビル（解体済み） （2011年12月6日）
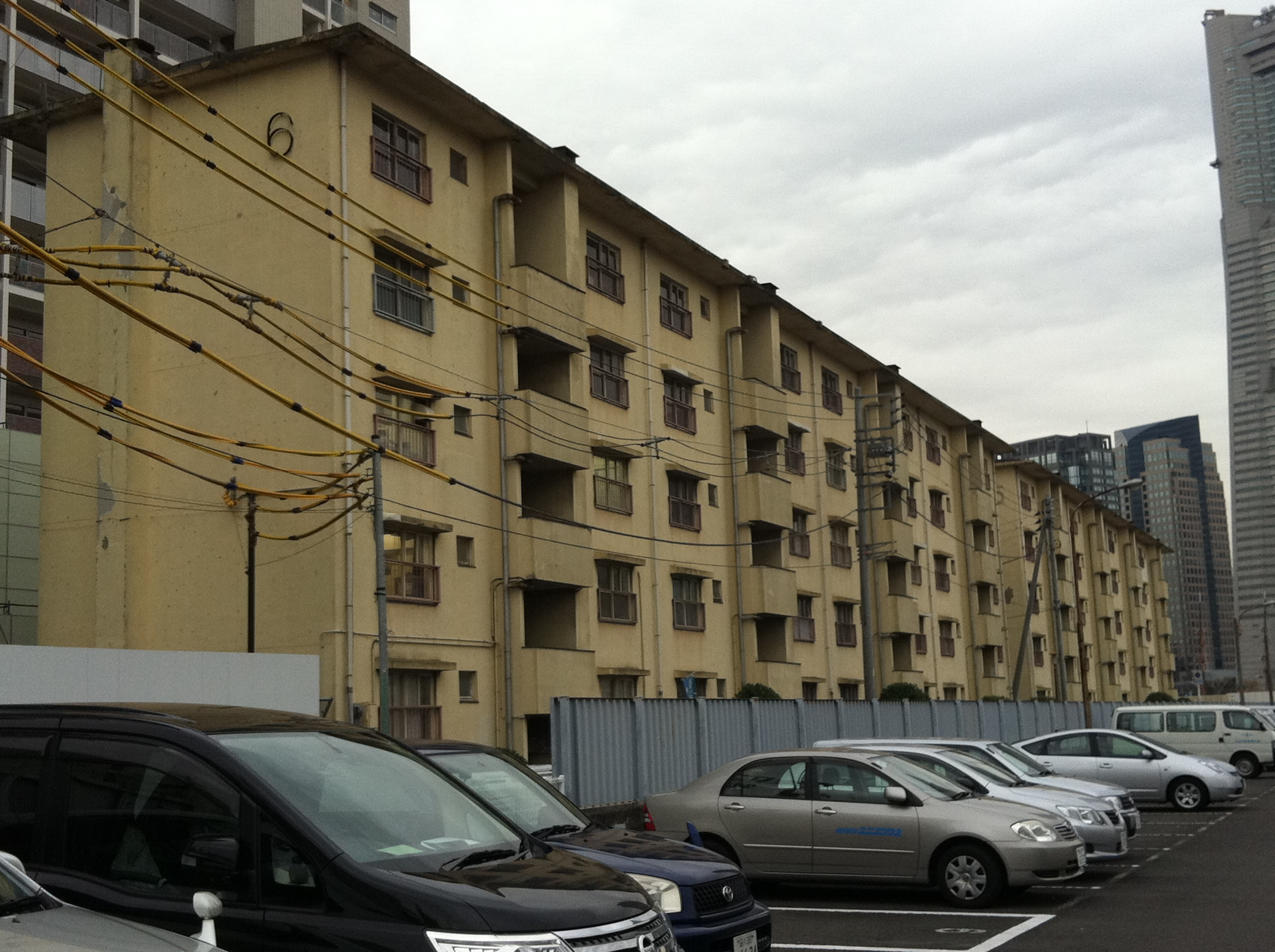
公団住宅「海岸通団地」（解体済み）（2011年12月6日）
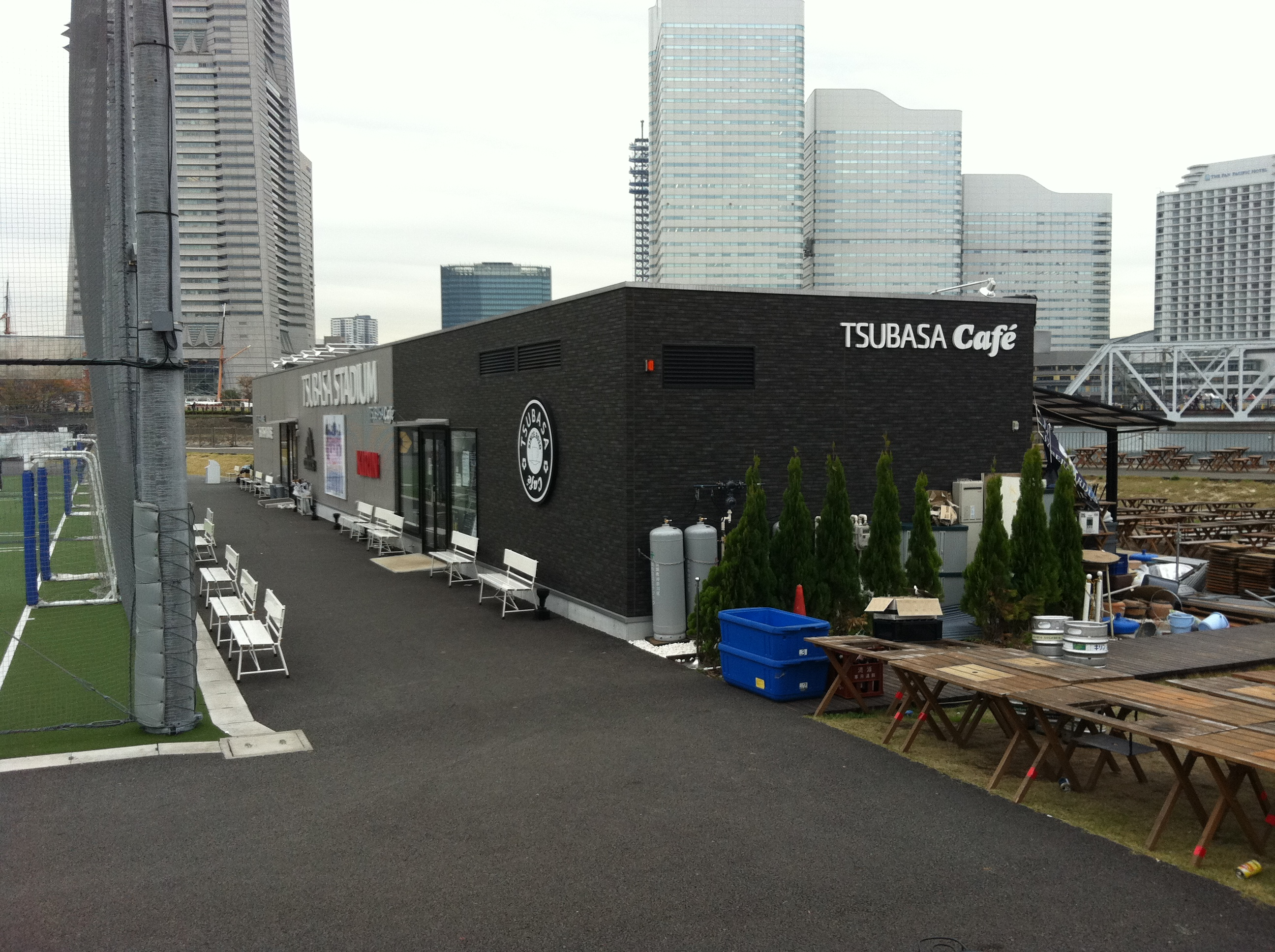
キャプテン翼スタジアム（営業終了）（2011年12月6日）
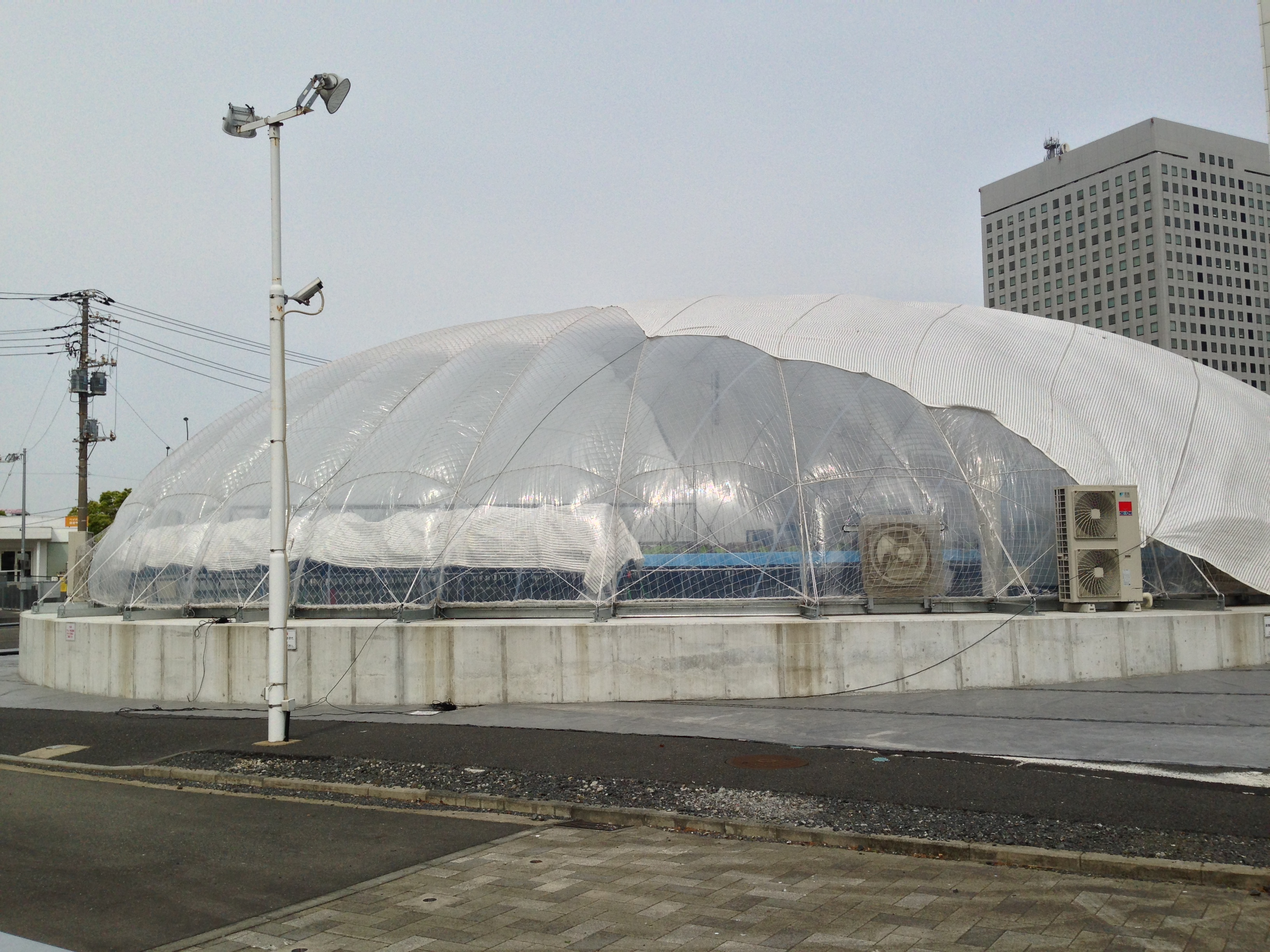
グランパ横浜農場（期間限定設置）（2014年5月14日）
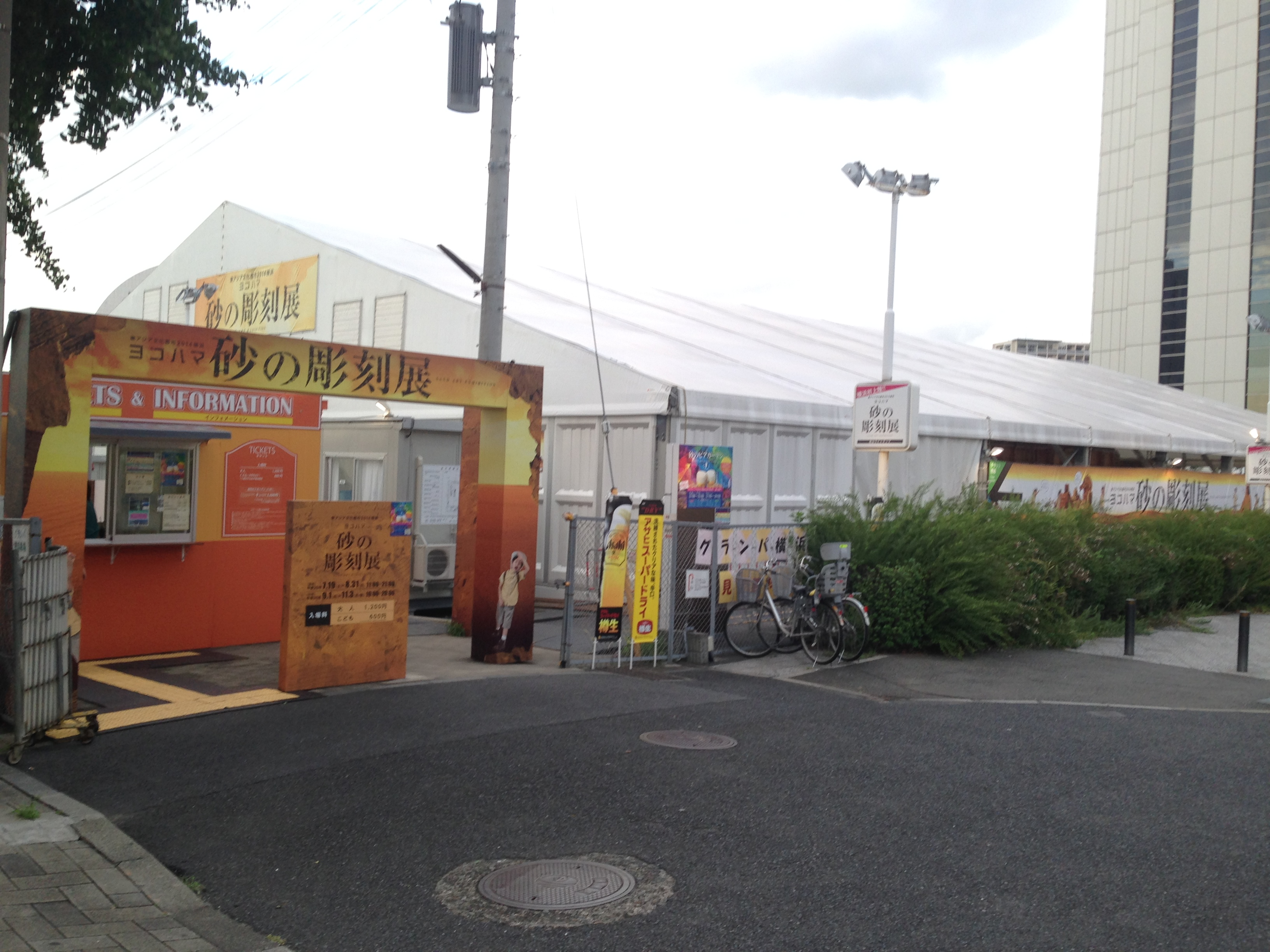
ヨコハマ砂の彫刻展会場（期間限定設置）（2014年8月30日）